# Plectromerus exis
Plectromerus exis är en skalbaggsart som beskrevs av Fernando de Zayas 1975. Plectromerus exis ingår i släktet Plectromerus och familjen långhorningar.
Artens utbredningsområde är Kuba. Inga underarter finns listade i Catalogue of Life.